# Seznam sedmihradských panovníků

Erbovní znak Sedmihradského velkovévodství (19. století).

## Sedmihradsko vazalským státem uherským – vojvodové sedmihradští (do roku 1571)
Od 12. století nosí vládcové či správci Sedmihradska titul vojvoda.
- Gelou dux blacorum 890– 904
- Tuhutum 904– 930
- Iula/Gyula 950– 980

...
- hrabě Peter Szentgyörgyi 1498–1510
- Jan Zápolský 1511–1526
- Peter Perényi 1527–1529
- Štěpán VIII. Báthory 1530–1534
  - Bálint Török 1530
  - Jeroným Jaroslav Łaski 1530–1534
  - Emeric Czibak 1533–1534
- Štěpán Majláth 1534–1540 pak invaze osmánská
- Emerich Balassa 1538–1540 spolu s Majláthem, pak invaze osmánská
- Giorgio Martinuzzi 1551
- Ondřej Báthory z Ecsedu 1552– 1553
- István Dobó a Ferenc Kendi 1553–1556

## Knížata sedmihradská (1571–1699)
V roce 1570 byla na říšském sněmu uzavřena tzv. špýrská smlouva mezi Maxmiliánem II. a Janem Zikmundem Zápolským, v niž se Zápolský definitivně vzdal královského titulu, který začal používat jeho otec Jan Zápolský a byl mu císařem udělen knížecí titul.
- Jan Zikmund Zápolský 1570–1571
- Štěpán Báthory 1571–1575
- Kryštof Báthory 1575–1581
- Zikmund Báthory 1581–1597, 1599–1602
- Ondřej Báthory 1599
- Michal Chrabrý 1599–1600
- Štěpán Bočkaj 1604–1606
- Zikmund I. Rákóczi 1607–1608
- Gabriel Báthory 1608–1613
- Gabriel Betlen 1613–1629
- Kateřina Braniborská 1629–1630 (manželka předešlého)
- Štěpán Betlen 1630
- Jiří I. Rákóczi 1630–1648
- Jiří II. Rákóczi 1648–1657
- Franz Rhédey 1657–1658
- Achatius Barcsay 1658–1660
- Johann Kemény 1661
- Michael I. Apafi 1661–1690
  - Michael II. Apafi 1690–1696 (nominálně)
  - Imrich Tököly 1690–1691 (protikníže jmenovaný sultánem)

## Sedmihradské velkovévodství pod vládou Habsburků (1699–1918)
od roku 1690 bylo Sedmihradsko pod nadvládou Habsburského rodu a bylo z něj vytvořeno velkovévodství, v němž byl jmenován guvernér jako zástupce panovníka.
- Leopold I. 1691–1705
  - František II. Rákóczi 1703–1711 (zvolen šlechtou za knížete proti Leopoldu I.)
- Josef I. Habsburský 1705– 1711
- dále viz Seznam uherských králů

## Sedmihradsko součástí rumunského království (1918–1947)
Po první světové válce bylo Sedmihradsko připojeno k Rumunskému království pod vládou králů z rodu Hohenzollernů (viz také Seznam rumunských králů).
- Ferdinand I – (1918–1927)
- Michal I. – (1927–1930) první vláda, syn krále Karla II., vládla za něj regentská rada.
- Karel II. – (1930–1940), donucen abdikovat ve prospěch syna Michala.
- Michal I. – (1940–1947) druhá vláda, syn krále Karla II., donucen komunisty k abdikaci.